# バジリスク砲
バジリスク（英: basilisk）は中世後期に使われた非常に重い青銅製の大砲。バジリスク砲の砲身の重量は最大4,000ポンド（1,800kg）で口径は最大5インチ（13cm）。平均して砲身長は10フィート（3m）ほどだったが、エリザベス女王のポケットピストルのようにそのほぼ3倍の長さの物もあった。
バジリスクの名前は伝説の生物バジリスクに由来する。それは、大規模な破壊を引き起こし、一目見ただけで犠牲者を殺すことができる、火を噴く毒のある蛇である。確かにその威力は敵を死ぬほど怖がらせるのに足る物だっただろう。
1588年、スペイン無敵艦隊はイングランド侵攻に際して、エリザベス1世に忠実な町を攻撃するために多くのバジリスク砲を備えていた。これらの大砲の多くは、スペインへの帰路で多数の船が遭難して失われた。
バシリスク砲は大きすぎるため、16世紀後半に軽量で正確な大砲を好んだヨーロッパの将軍の支持を失った。末期の例としては、1607年にオランダで作られたマルタ砲があり、その同時代の多くの砲と同様に、ナポレオン戦争中に砲車が取り付けられた。

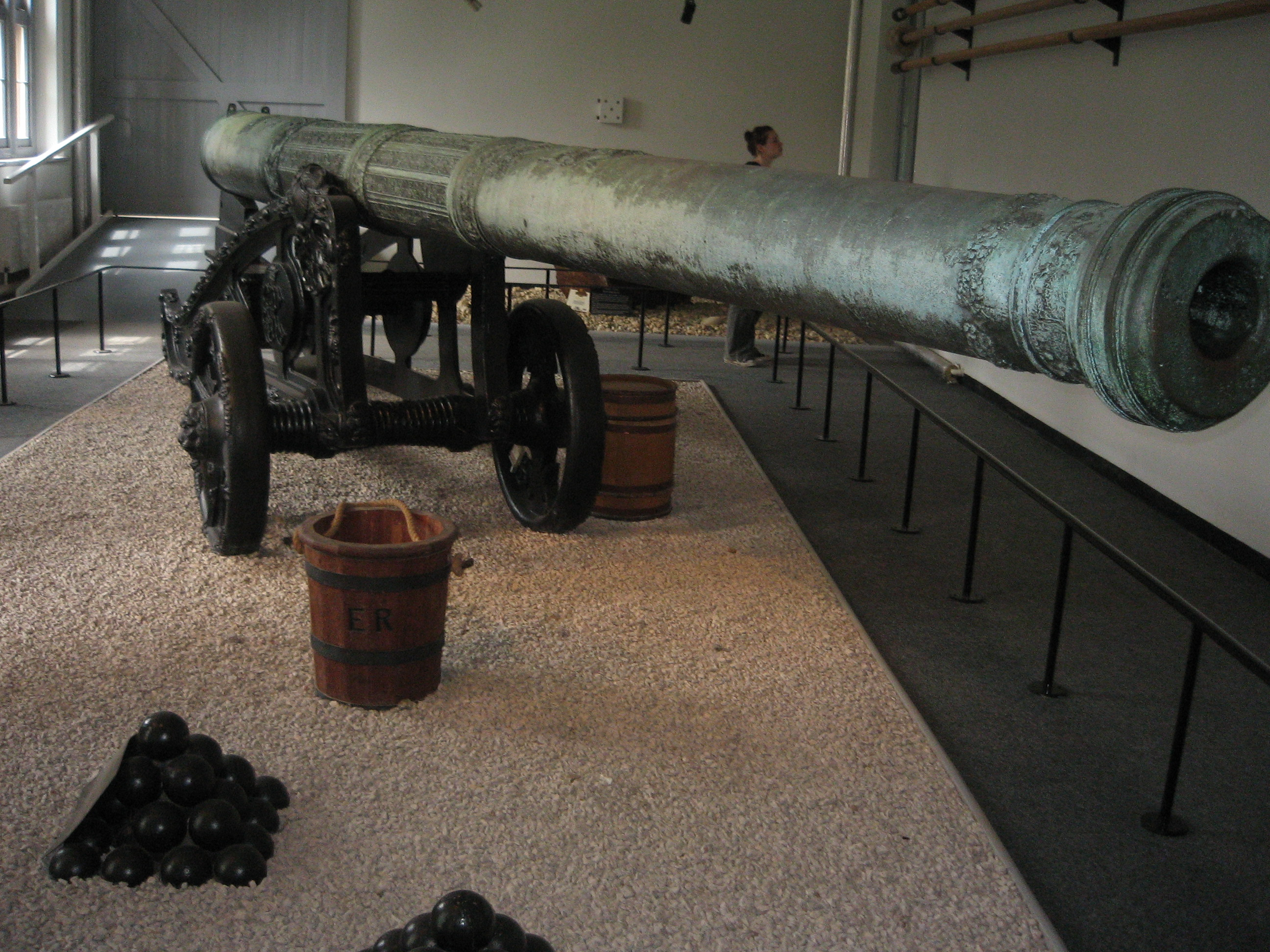
エリザベス女王のポケットピストルとして知られているイングランドの大型バジリスク

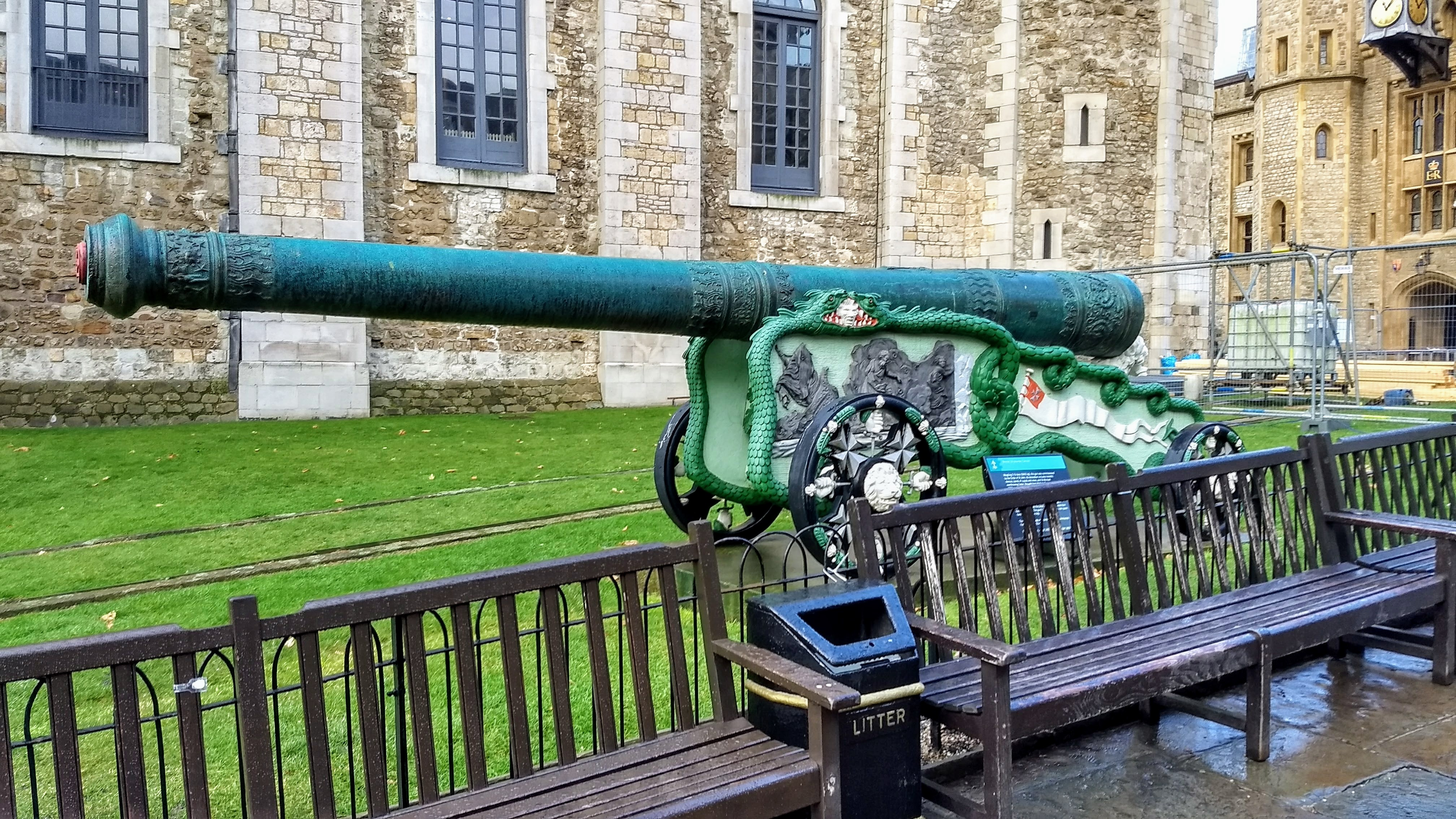
ロンドン塔のマルタ砲（Maltese gun）